# Olympische Sommerspiele 1956/Teilnehmer (Nord-Borneo)
| Gelbes Symbol für Goldmedaillen mit stilisierten Olympischen Ringen | Graues Symbol für Silbermedaillen mit stilisierten Olympischen Ringen | Braundes Symbol für Bronzemedaillen mit stilisierten Olympischen Ringen |
| ------------------------------------------------------------------- | --------------------------------------------------------------------- | ----------------------------------------------------------------------- |
| —                                                                   | —                                                                     | —                                                                       |

Nord-Borneo nahm an den Olympischen Sommerspielen 1956 im australischen Melbourne mit einer Delegation von zwei männlichen Sportlern an einem Wettkampf in einer Sportart teil.
Es war die erste und einzige Teilnahme Nord-Borneos an Olympischen Sommerspielen.
Jüngster Athlet war der Dreispringer Sium bin Diau (21 Jahre und 46 Tage), ältester Athlet war der Dreispringer Gabuh bin Piging (24 Jahre und 322 Tage). Fahnenträger war Gabuh bin Piging.

## Leichtathletik
- Sium bin Diau
  - Dreisprung

Qualifikationsrunde: 14,09 Meter, Rang 28
Versuch eins: 13,99 Meter
Versuch zwei: 13,56 Meter
Versuch drei: 14,09 Meter

- Gabuh bin Piging
  - Dreisprung

Qualifikationsrunde: 14,55 Meter, Rang 24
Versuch eins: 14,47 Meter
Versuch zwei: 14,55 Meter
Versuch drei: ungültig